# Albertas flagga
Alberta flagga är en officiell symbol för provinsen Alberta i Kanada. Den provinsiella lagstiftningen 1968 godkände utkastet av en flagga, som sedan antogs den 1 juni 1968.